# Mads Schelde Berg
Mads Schelde Berg (født 10. august 1998 i Slagelse) er en tidligere cykelrytter fra Danmark, der senest kørte for BHS-PL Beton Bornholm.